# Titularbistum Druzipara
Druzipara  (ital.: Drusipara) ist ein Titularbistum der römisch-katholischen Kirche.
Es geht zurück auf ein früheres Bistum des Ortes Druzipara in Thrakien im heutigen südlichen Bulgarien. Der Bischofssitz war der Kirchenprovinz Herakleia Sintike zugeordnet.
| Titularbischöfe von Druzipara |                                   | |                    |                   |
| Nr.                           | Name                              | Amt | von                | bis               |
| 1                             | Clément Bonnand MEP               | 19. August 1831–3. Oktober 1836 Apostolischer Koadjutorvikar von Malabar, 3. Oktober 1836–3. April 1850 Apostolischer Vikar von Madurai, 3. April 1850–21. März 1861 Apostolischer Vikar von Pondicherry (Britische Ostindien-Kompanie/Britisch-Indien) | 19. August 1831    | 21. März 1861     |
| 2                             | José Antonio de la Peña y Navarro | Weihbischof in Michoacán (Mexiko) | 7. April 1862      | 19. März 1863     |
| 3                             | William Bernard Allen Collier OSB | Altbischof von Port-Louis (Mauritius) | 15. September 1863 | 21. November 1890 |
| 4                             | Maxime Decelles                   | Koadjutorbischof von Saint-Hyacinthe (Kanadische Konföderation) | 14. Januar 1893    | 24. Mai 1901      |
| 5                             | Alberto Odorico Timmer OFM        | Apostolischer Vikar von Süd-Shanxi (Kaiserreich China/Republik China) | 20. Juli 1901      | 26. April 1943    |